# VfB Königsberg
El Verein für Bewegungsspiele Königsberg (en español: Asociación para los Juegos del Movimiento de Königsberg), conocido simplemente como VfB Königsberg, fue un equipo de fútbol de Alemania que jugó en la Gauliga, la primera división de la Alemania Nazi.

## Historia
Fue fundado el 7 de julio de 1900 en la ciudad de Königsberg, al este de Prusia con el nombre FC Königsberg, y su nombre original lo adoptaron en 1907. El club fue el más dominante de la liga de la ciudad de la regional entre 1907 y 1932, en donde ganó más de 20 campeonatos en total, y en varias ocasiones estuvo cerca de lograr el ascenso al torneo nacional en Alemania, en donde en 1923 perdió en las semifinales nacionales ante el Hamburger SV 2-3.
Tras la reorganización del fútbol en Alemania en 1933 a consecuencia del Tercer Reich, ingresaron a la Gauliga Ostpreußen para la temporada de 1933/34, pero lo mejor que pudieron hacer fue ganar el título hasta el año 1940, con lo que consiguió 4 títulos consecutivos de la Gauliga regional, llegando a la fase nacional en 3 años consecutivos. También llegó a participar en la Tschammerpokal (la antecesora de la Copa de Alemania) en varias ocasiones, donde su mejor participación fue alcanzar los cuartos de final en el año 1940.
No hubo Gauliga en la temporada de 1944/45 por la Segunda Guerra Mundial, y el club desaparece en 1945 por el conflicto que tenía la ciudad al anexarse a la Unión Soviética y cambiar su nombre a Kaliningrado.

## Palmarés
- Liga de Königsberg: 13

1904, 1905, 1906, 1907, 1908, 1909, 1911, 1912, 1921, 1922, 1923, 1924, 1925
- Baltic football champions: 11 :: 1908, 1909, 1921, 1922, 1923, 1924, 1925, 1926, 1928, 1929, 1930

- Gauliga Ostpreußen: 5

1940, 1941, 1942, 1943, 1944